# BPM: Bullets Per Minute
BPM: Bullets Per Minute (с англ. — «пули в минуту»; аллюзия на beats per minute — «удары в минуту») — компьютерная игра в жанре ритм-роуглайк-шутера, разработанная студией Awe Interactive и выпущенная самостоятельно 15 сентября 2020 года. Выпуск игры на консоли состоялся 5 октября 2021 год.
Игрок исследует случайно сгенерированные комнаты, в которых могут быть либо противники, либо награда. Большинство действий в игре, в том числе выстрелы и перезарядка оружия, должны осуществляться в такт музыке; враги, в том числе боссы, также движутся и атакуют в такт саундтреку.
Игра получила смешанные отзывы критиков. Критики отмечали оригинальный синтез жанров и хороший саундтрек, однако критиковали игру за высокое влияние случайностей и слабый баланс, а также отмечали, что игра быстро надоедает.

## Игровой процесс
Bullets Per Minute является роуглайк-шутером, в которой игрок управляет валькирией. Игра делится на четыре мира, от Асгарда до Хельхейма, каждый из которых разделён на комнаты, сгенерированные случайным образом, в которых игрока ждут либо враги, которых надо убить, чтобы продвинуться дальше, либо награда — например, монеты, которые можно потратить в магазинах, или золотые ключи, с помощью которых можно открывать двери и сундуки. После смерти игрока все уровни генерируются заново, а игрок возвращается в начало первого уровня и начинает прохождение с нуля. Иногда уровни генерируются с определённым модификатором: так, в игре есть режим низкой гравитации и режим, в котором невозможно зарабатывать монеты.
На уровнях можно найти специальные и ультимативные способности, такие как заморозка, похищение жизни и призыв помощника, а также предметы снаряжения, надеваемые в четыре слота — нарукавники, ботинки, щит и шлем. Предметы снаряжения обладают различными свойствами — например, постоянная регенерация здоровья, запасная жизнь, удвоенный урон, полёт и бесконечный боезапас (то есть стрельба без перезарядки). Также у героя есть характеристики, такие как дальность, урон и скорость передвижения, которые можно повысить по ходу прохождения, жертвуя монеты специальным статуям. В игре нет возможности получить перманентные усиления, действующие на все прохождения, однако существует возможность положить монеты в банк и снять их во время другого прохождения.
Боевая система игры завязана на саундтреке, выполненном в метал-стиле: все действия, кроме движения и прыжков, можно осуществлять только в такт музыке, — в том числе выстрелы, рывки и перезарядку. Выстрел или перезарядка, нажатые вне такта музыки, не приведут к какому-либо эффекту. Перезарядка оружия осуществляется в несколько нажатий и уникальна для каждого из 16 видов оружия: так, для перезарядки дробовика надо трижды нажать кнопку перезарядки в такт музыке, а для револьвера необходимо нажимать её для каждого патрона в отдельности.
Аналогично игроку, всё окружение также завязано на музыке. Противники, в том числе боссы, двигаются, стреляют, атакуют и уклоняются в такт музыке. Несмотря на то, что музыка уникальна для каждого уровня, её темп не меняется в течение всей игры и составляет приблизительно 90 ударов в минуту.
Одно прохождение игры, с первого уровня до финального босса, занимает 40—80 минут даже при полной зачистке всех комнат. По ходу игры могут быть разблокированы испытания, меняющие правила игры; так, испытание Full Auto добавит ко всем оружиям режим автоматической стрельбы, благодаря которому у игрока отпадёт надобность следить за ритмом при стрельбе. Также у игры есть настройка, автоматически подстраивающая клики под ритм, которую можно включать и выключать по ходу игры.

## Разработка и выпуск
Анонс «ритм-шутера» BPM: Bullets Per Minute прошёл 1 мая 2020 года, а выпуск игры в Steam был назначен на август того же года. Позднее датой выпуска называлось 15 сентября 2020 года, а также был анонсирован выпуск игры на консоли. Игра была выпущена в магазинах Steam и GOG 15 сентября, а выпуск игры на PlayStation 4 и Xbox One состоялся в октябре 2021 года.

## Критика
Игра получила смешанные отзывы критиков. По данным агрегатора рецензий Metacritic, средний балл игры составляет 73/100 на основе 25 рецензий. Критики хвалили игру за концепцию и саундтрек, однако ругали за сильную зависимость от случайностей, делающую половину попыток бессмысленными, и отсутствие баланса, а также отмечали, что игра быстро надоедает.
Алексей Афанасьев из DTF пожаловался на сильную фрустрацию от рандома и раскритиковал внешний вид игры, в частности «неудачную» палитру, однако отметил, что игра приносит уникальный опыт и порекомендовал игру всем любителям аренных шутеров и тяжёлой музыки. Михаил Пономарёв в рецензии на сайте 3DNews поставил игре 7 баллов из 10, написав: «поставив во главу угла энергичную ритм-механику, авторы BPM совсем позабыли о проработке игровых нюансов. Генерация уровней выглядит слишком хаотичной, система прогресса — недоработанной, а враги — однообразными и неоригинальными. Здесь можно задержаться на вечерок, и это будет чудно проведённое время. Но на большее потенциала, к сожалению, не хватает».
Люк Кемп из PC Gamer оценил игру в 68 баллов из 100, посчитав, что игра нередко «нарушает собственные правила», но отметив, что игру «есть за что любить, несмотря на то, что большая часть этого не относится к центральной ритм-механике». Алекс Санта Мария из Screen Rant поставил игре 1,5 звезды из 5, отметив, что уникальные идеи ритм-шутера передать не удалось из-за неудачного игрового процесса и написав: «играть в BPM — это как погружаться в Doom на сложности „ультра-кошмар“, не умея играть в шутеры от первого лица. Веселье в игре присутствует, но оно погребено под огромным количеством препятствий и сложностей».